# Космос (монеты)
Монеты космической тематики — собирательный термин для памятных монет Центрального банка Российской Федерации, посвящённых памятным событиям в истории освоения космоса.

## История выпуска
Банк России отчеканил несколько выпусков монет космической тематики. Первой стала монета 1992 года, посвященная международному году космоса.
В 2001 году тематика получила продолжение в виде выпуска монет в честь 40-летия полёта Ю. А. Гагарина. Были отчеканены недрагоценне памятные монеты номиналом 2 и 10 рублей, а также 2 монеты из серебра. Тираж серии на 2001 год составил более 41 000 000 штук.
Серия была продолжена лишь через 6 лет, когда в 2007 была отчеканена монета из серебра 925 пробы, посвященная 50-летию запуска 4 октября 1957 года с космодрома Байконур первого искусственного спутника. Серия "Космос" увеличилась ещё на 10 000 штук.
В 2009 году Центробанк РФ выпустил памятную инвестиционную монету номиналом 3 рубля, посвящённую началу программ по исследованию Луны в 1959 году. Тираж серии увеличен ещё на 5 000 штук.
В 2011 году Центробанк отчеканил три монеты в честь 50-летия первого полёта человека в космос. Монета из золота 999 пробы номиналом 1 000 рублей стала 10-й в каталоге Центробанка. Её розничная цена на момент выпуска - 370 000 рублей.
Структура серии:
- Международный год космоса — 1 монета 1992 года в двух вариантах: качество б/а и пруф, номиналом по 3 рубля.
- 40-летие космического полёта Ю. А. Гагарина — 4 монеты 2001 года.
- 50-летие запуска первого искусственного спутника Земли — 1 монета 2007 года из серебра 925 пробы номиналом 3 рубля.
- 50-летие начала исследования Луны космическими аппаратами — 1 монета 2009 года из серебра 925 пробы номиналом 3 рубля.
- 50 лет первого полёта человека в космос — 3 монеты 2011 года (3 рубля из серебра 925 пробы, 1 000 рублей из золота 999 пробы, 10 рублей из стали).

## 1992 год
В 1992 году была выпущена трёхрублёвая монета из недрагоценных металлов. Она стала второй памятной монетой Банка России и первой монетой, посвящённой космической тематике. Чеканилась тиражами с разным качеством - proof-like и brilliant uncirculated.
Стоит отметить очень необычное оформление аверса; монеты с подобным оформлением выпускались только с первого по третий квартал 1992 года.

### Международный год космоса
| Изображение | Описание | Примечание |
| --- | --- | --- |
| | В центре диска — изображения куполов собора Покрова на рву и Спасской башни; слева над ними — двуглавый орёл, справа — товарный знак монетного двора, по окружности — надписи: вверху — «БАНК РОССИИ», внизу в три строки — «3 РУБЛЯ» «1992». | |
| | Символическое изображение созвездия Девы в виде летящей женщины на фоне звёздного неба, справа — изображение Земли, по окружности — надпись: «МЕЖДУНАРОДНЫЙ ГОД КОСМОСА», разделённая внизу звёздочкой.                                       | - Дата выпуска: 9 апреля 1992 года - Каталожный номер: 5011-0002 - Художник: А. А. Колодкин. - Скульптор: В. М. Никищенко. - Чеканка: Московский монетный двор. - Оформление гурта: две углублённые надписи «ТРИ РУБЛЯ», разделённые двумя звёздочками. |
| Начало космической эры — 4 октября 1957 года, когда в Советском Союзе был осуществлён запуск первого искусственного спутника Земли. Первый космический полёт человека состоялся 12 апреля 1961 года (Ю. А. Гагарин, СССР); первая высадка на Луну — 21 июня 1969 года (Н. Армстронг, Э. Олдрин, США). Всего запущено около 4 тысяч космических аппаратов, совершено более 1000 пилотируемых полётов. По решению Организации Объединённых Наций 1992 год был объявлен Международным годом космоса. | | |

| Номинал | Качество       | Металл, проба | Масса общая, г      | Диаметр, мм  | Толщина, мм  | Тираж, шт.                       |
| ------- | -------------- | ------------- | ------------------- | ------------ | ------------ | -------------------------------- |
| 3 рубля | б/а, пруф-лайк | медь, никель  | 14,35 (+0,20 −1,00) | 33,0 (+0,25) | 2,30 (±0,30) | - б/а — 600 000 - пруф — 400 000 |

## 2007 год

### 50-летие запуска первого искусственного спутника Земли
| Изображение                                                                                             | Описание | Примечание |
| --- | --- | --- |
| | В центре — эмблема Банка России (двуглавый орёл с опущенными крыльями, под ним — надпись полукругом «БАНК РОССИИ»), обрамленная кругом из точек и надписями по кругу: вверху — «ТРИ РУБЛЯ», внизу — слева обозначения драгоценного металла и пробы сплава, в центре дата выпуска «2007 г.», справа содержание химически чистого металла и товарный знак монетного двора. | |
| | Внизу на фоне звёздного неба — земной шар, над ним — первый искусственный спутник Земли, справа, снизу вверх по окружности — стилизованное изображение траектории полёта спутника по околоземной орбите в виде матированной полосы, на ней — дата «4 октября 1957 г.»; слева по окружности — надпись в две строки «ПЕРВЫЙ ИСКУССТВЕННЫЙ СПУТНИК ЗЕМЛИ».                  | - Дата выпуска: 1 октября 2007 года - Каталожный номер: 5111-0162 - Художник: А. В. Бакланов. - Скульптор: С. А. Корнилов. - Чеканка: Санкт-Петербургский монетный двор. - Оформление гурта: 300 рифлений. |
| Запуск первого искусственного спутника Земли был осуществлён 4 октября 1957 года с космодрома Байконур. | | |

| Номинал | Качество | Металл, проба    | Масса общая, г | Содержание химически чистого металла не менее, г | Диаметр, мм   | Толщина, мм  | Тираж, шт. |
| ------- | -------- | ---------------- | -------------- | ------------------------------------------------ | ------------- | ------------ | ---------- |
| 3 рубля | пруф     | серебро 925/1000 | 33,94 (±0,31)  | 31,10                                            | 39,00 (±0,30) | 3,30 (±0,35) | 10 000     |

## 2009 год
Выпущенная в 2009 году трёхрублёвая монета к годовщине начала программы «Луна» стала второй выполненной в цвете монетой в истории отечественной нумизматики.

### 50-летие начала исследования Луны космическими аппаратами
| Изображение | Описание | Примечание |
| --- | --- | --- |
| | В центре — эмблема Банка России (двуглавый орёл с опущенными крыльями, под ним — надпись полукругом «БАНК РОССИИ»), обрамленная кругом из точек и надписями по кругу: вверху — «ТРИ РУБЛЯ», внизу — слева обозначения драгоценного металла и пробы сплава, в центре дата выпуска «2009 г.», справа содержание химически чистого металла и товарный знак монетного двора. | |
| | Слева — фрагмент лунной поверхности, справа, на фоне звёздного неба, — изображения космического аппарата и планеты Земли, выполненной в цвете, по окружности — надписи «50-ЛЕТИЕ НАЧАЛА ИССЛЕДОВАНИЯ ЛУНЫ» на зеркальной поверхности звёздного неба и «КОСМИЧЕСКИМИ АППАРАТАМИ» на матовой поверхности Луны.                                                             | - Дата выпуска: 11 января 2009 года - Каталожный номер: 5111-0180 - Художник: С. А. Козлов. - Скульптор: Ф. С. Андронов. - Чеканка: Санкт-Петербургский монетный двор. - Оформление гурта: 300 рифлений. |
| Программа «Луна» включала три поколения космических аппаратов. Главной целью первой серии запусков космических аппаратов в 1959 году был перелёт с Земли на Луну и фотографирование её обратной стороны. Во второй серии (1963—1968 гг.) — создание искусственного спутника Луны. В третьей серии (1969—1976 гг.) — доставка на Луну самоходных аппаратов «Луноход», управляемых с Земли. | | |

| Номинал | Качество | Металл, проба    | Масса общая, г | Содержание химически чистого металла не менее, г | Диаметр, мм   | Толщина, мм  | Тираж, шт. |
| ------- | -------- | ---------------- | -------------- | ------------------------------------------------ | ------------- | ------------ | ---------- |
| 3 рубля | пруф     | серебро 925/1000 | 33,94 (±0,31)  | 31,10                                            | 39,00 (±0,30) | 3,10 (±0,35) | 5 000      |

## 2011 год

### 50 лет первого полёта человека в космос (серебро)
| Изображение | Описание | Примечание |
| --- | --- | --- |
| | В центре — эмблема Банка России (двуглавый орёл с опущенными крыльями, под ним — надпись полукругом «БАНК РОССИИ»), обрамленная кругом из точек и надписями по кругу: вверху — «ТРИ РУБЛЯ», внизу — слева обозначения драгоценного металла и пробы сплава, в центре дата выпуска «2011 г.», справа содержание химически чистого металла и товарный знак монетного двора. | |
| | На горизонтальной матовой полосе в центре диска монеты справа — лицевой портрет космонавта Ю. А. Гагарина в скафандре, слева — надпись в четыре строки: «50 ЛЕТ ПЕРВОГО ПОЛЕТА ЧЕЛОВЕКА В КОСМОС», в нижней части диска на фоне звездного неба — факсимильная подпись Гагарина, на втором плане слева — цветное изображение земного шара, справа — звездное небо.        | - Дата выпуска: 1 апреля 2011 года - Каталожный номер: 5111-0210 - Художник: С. А. Козлов. - Скульптор: Компьютерное моделирование. - Чеканка: Санкт-Петербургский монетный двор. - Гурт: 300 рифлений. |
| 12 апреля 1961 года свершилось то, о чём мечтали лучшие умы человечества: человек разорвал оковы земного тяготения и совершил полет в космическое пространство. Первым человеком, полетевшим в космос, стал Юрий Алексеевич Гагарин — гражданин СССР. | | |

| Номинал | Качество | Металл, проба    | Масса общая, г | Содержание химически чистого металла не менее, г | Диаметр, мм   | Толщина, мм  | Тираж, шт. |
| ------- | -------- | ---------------- | -------------- | ------------------------------------------------ | ------------- | ------------ | ---------- |
| 3 рубля | пруф     | серебро 925/1000 | 33,94 (±0,31)  | 31,10                                            | 39,00 (±0,30) | 3,30 (±0,35) | 7 500      |

### 50 лет первого полёта человека в космос (золото)
| Изображение | Описание | Примечание |
| ----------- | --- | --- |
|             | В центре — эмблема Банка России (двуглавый орёл с опущенными крыльями, под ним — надпись полукругом «БАНК РОССИИ»), обрамленная кругом из точек и надписями по кругу — вверху: «ОДНА ТЫСЯЧА РУБЛЕЙ», внизу: слева — обозначения драгоценного металла и пробы сплава, в центре — дата выпуска «2011 г.», справа — содержание химически чистого металла и товарный знак монетного двора. | |
|             | В центре диска на фоне звездного неба — поясной портрет Ю. А. Гагарина в скафандре с поднятой в приветствии правой рукой, слева внизу — дата в две строки «12.04 1961 г.», вверху по окружности — надпись: «50 ЛЕТ ПЕРВОГО ПОЛЕТА ЧЕЛОВЕКА В КОСМОС». | - Дата выпуска: 1 апреля 2011 года - Каталожный номер: 5220-0010 - Художник: С. А. Козлов. - Скульптор: С. В. Ерохина. - Чеканка: Московский монетный двор. - Гурт: 210 рифлений. |

| Номинал      | Качество | Металл, проба   | Масса общая, г | Содержание химически чистого металла не менее, г | Диаметр, мм   | Толщина, мм  | Тираж, шт. |
| ------------ | -------- | --------------- | -------------- | ------------------------------------------------ | ------------- | ------------ | ---------- |
| 1 000 рублей | пруф     | золото 999/1000 | 156,40 (±0,70) | 155,50                                           | 50,00 (±0,40) | 5,70 (±0,35) | 500        |

### 50 лет первого полёта человека в космос (сталь)
| Изображение | Описание | Примечание |
| --- | --- | --- |
| | В центре диска — обозначение номинала монеты «10 РУБЛЕЙ». Внутри цифры «0» — скрытые, видимые поочередно при изменении угла зрения изображения цифры «10» и надписи «РУБ». По окружности вдоль канта — надписи, вверху: «БАНК РОССИИ», внизу — дата: «2011», слева — стилизованное изображение оливковой ветви, справа — дубовой. | Единый аверс для всех монет этого типа с точностью до монетного двора. |
| | в центре диска монеты на фоне звездного неба — изображение стартующей космической ракеты, слева — изображение планеты, круговая надпись: «50 ЛЕТ ПЕРВОГО ПОЛЕТА ЧЕЛОВЕКА В КОСМОС», расположенная на широкой полосе вдоль канта.                                                                                                  | - Название монеты: 50 лет первого полета человека в космос - Дата выпуска: 1 декабря 2011 года - Каталожный номер: 5714-0010 - Художник: А. А. Брынза - Скульптор: Компьютерное моделирование. - Чеканка: Санкт-Петербургский монетный двор. - Гурт: 6 участков по 5 рифов и 6 участков по 7 рифов, чередующихся 12 гладкими участками. |
| На корабле «Восток» 12 апреля 1961 года лётчик-космонавт СССР Юрий Алексеевич Гагарин совершил первый в мире полёт в космическое пространство. Старт корабля состоялся с космодрома Байконур в 9 часов 7 минут московского времени (06:07:00 UTC). Корабль выполнил один оборот вокруг Земли и совершил посадку в 10 часов 55 минут (07:55:00 UTC) в районе деревни Смеловка Саратовской области. | | |

| Номинал   | Качество      | Металл                                    | Диаметр, мм | Толщина, мм | Масса, г | Тираж, шт. |
| --------- | ------------- | ----------------------------------------- | ----------- | ----------- | -------- | ---------- |
| 10 рублей | анциркулейтед | Сталь с латунным гальваническим покрытием | 22,0        | 2,20        | 5,63     | 50 000 000 |

## Выпуск аналогичных монет другими странами
- Наибольшее количество монет с космической тематикой выпустили Маршалловы Острова — 58 штук, Россия — 29 штук.
- Центральный банк Приднестровской Молдавской Республики, с 12 апреля 2011 года ввел в обращение памятную серебряную монету достоинством 5 рублей «50 лет человека в космосе». На реверсе новой монеты изображен первый космонавт Юрий Гагарин на фоне планеты Земля, выполненной в цвете. Здесь же имеются изображения космических аппаратов и космонавта в открытом космосе на фоне звёзд со вставками двух полудрагоценных камней, а также надпись — знаменитое гагаринское «Поехали!».
- В 2007 году Монголия выпустила золотую монету номиналом 5 000 тугриков, посвящённую 50-летию запуска в СССР первого в мире искусственного спутника Земли.